# Llegaste Tu (песня Софии Рейес)
«Llegaste Tú»  (с исп. – «Появился ты») —  сингл мексикано-американской поп-певицы Софии Рейес с её дебютного студийного альбома Louder!. Композиция записана в дуэте с Reykon и выпущена на лейбле Warner Music Latina 21 октября 2016 года.

## Релиз
Последним синглом с дебютного альбома Софии Рейес — Louder!, стал испаноязычный трек — Llegaste Tú, записанный при участии певца Reykon. Премьера сингла состоялась 21 октября 2016 года. Официальный видеоклип вышел 28 ноября 2016 года.

## Награды и номинации
| Год  | Премия                                  | Категория               | Результат |
| ---- | --------------------------------------- | ----------------------- | --------- |
| 2017 | «Young Awards Mexico»                   | «Video Musical del Año» | Номинация |
| 2017 | «Young Awards Mexico»                   | «Mejor Cantión Pop»     | Номинация |
| 2017 | «Nickelodeon Kids Choice Awards Mexico» | «Colaboración Favorita» | Победа    |

## Позиции в чартах
| Страна  | Чарт (2016)                        | Высшая позиция |
| ------- | ---------------------------------- | -------------- |
| Мексика | Mexico Espanol Airplay (Billboard) | 4              |
| Мексика | Mexico Airplay (Billboard)         | 16             |
| США     | Latin Pop Airplay (Billboard)      | 19             |